# Codex Palatinus germanicus 12

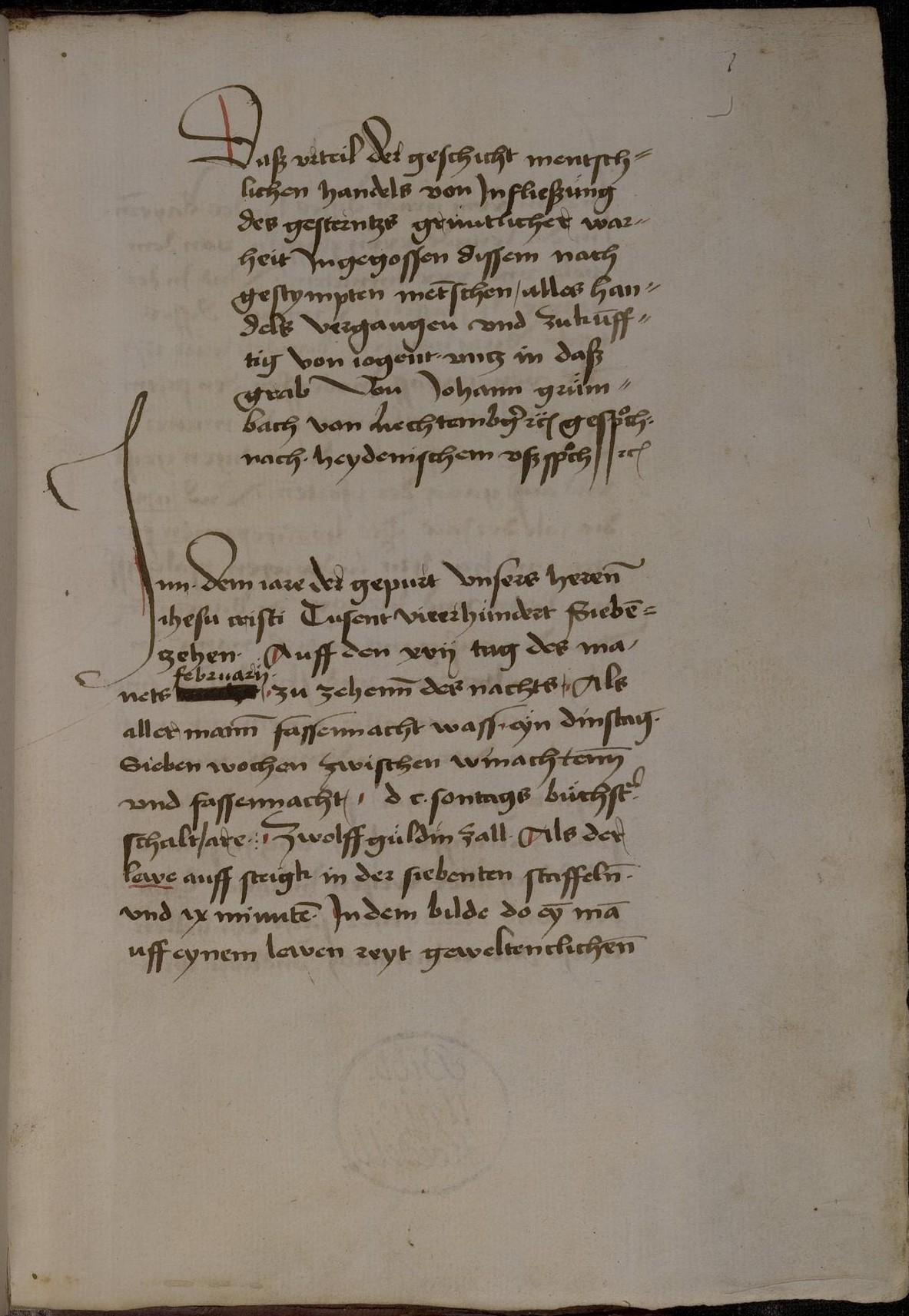
Cod. Pal. germ. 12, Blatt 1r: Horoskop für Ludwig IX. von Bayern-Landshut (erste Textseite)

Der Codex Palatinus germanicus 12 ist eine spätmittelalterliche Handschrift der ehemaligen Bibliotheca Palatina in Heidelberg. Der Codex gehört zu den Codices Palatini germanici, den deutschsprachigen Handschriften der Palatina, die seit 1816 in der Universitätsbibliothek Heidelberg aufbewahrt werden; Signatur der UB-Heidelberg und gängige fachwissenschaftliche Bezeichnung ist Cod. Pal. germ. 12 (Kurzform: Cpg 12).
Die Handschrift enthält ein Horoskop; der Codex entstand nach 1471, wahrscheinlich in Landshut.

## Beschreibung

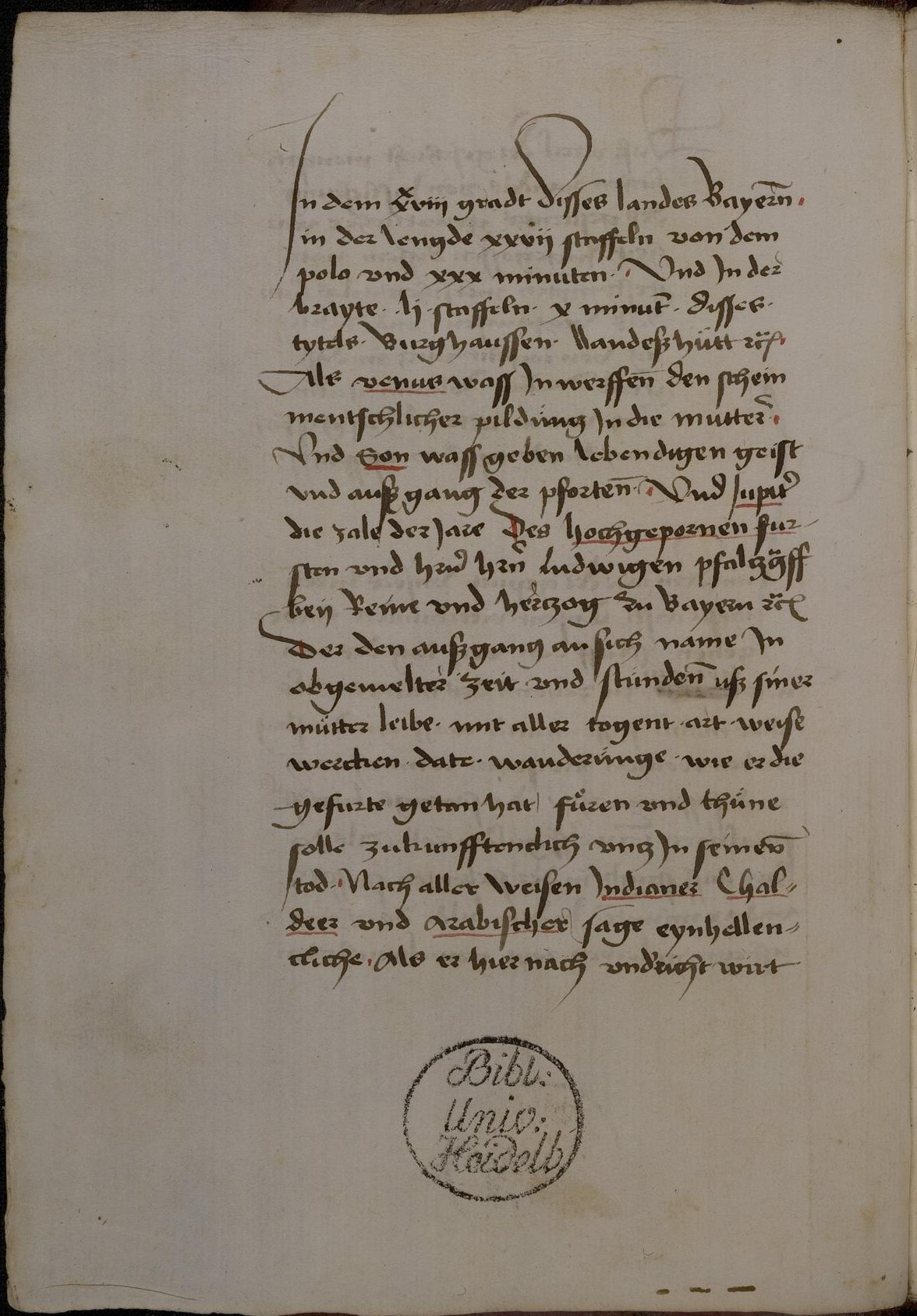
Cod. Pal. germ. 12, Blatt 1v

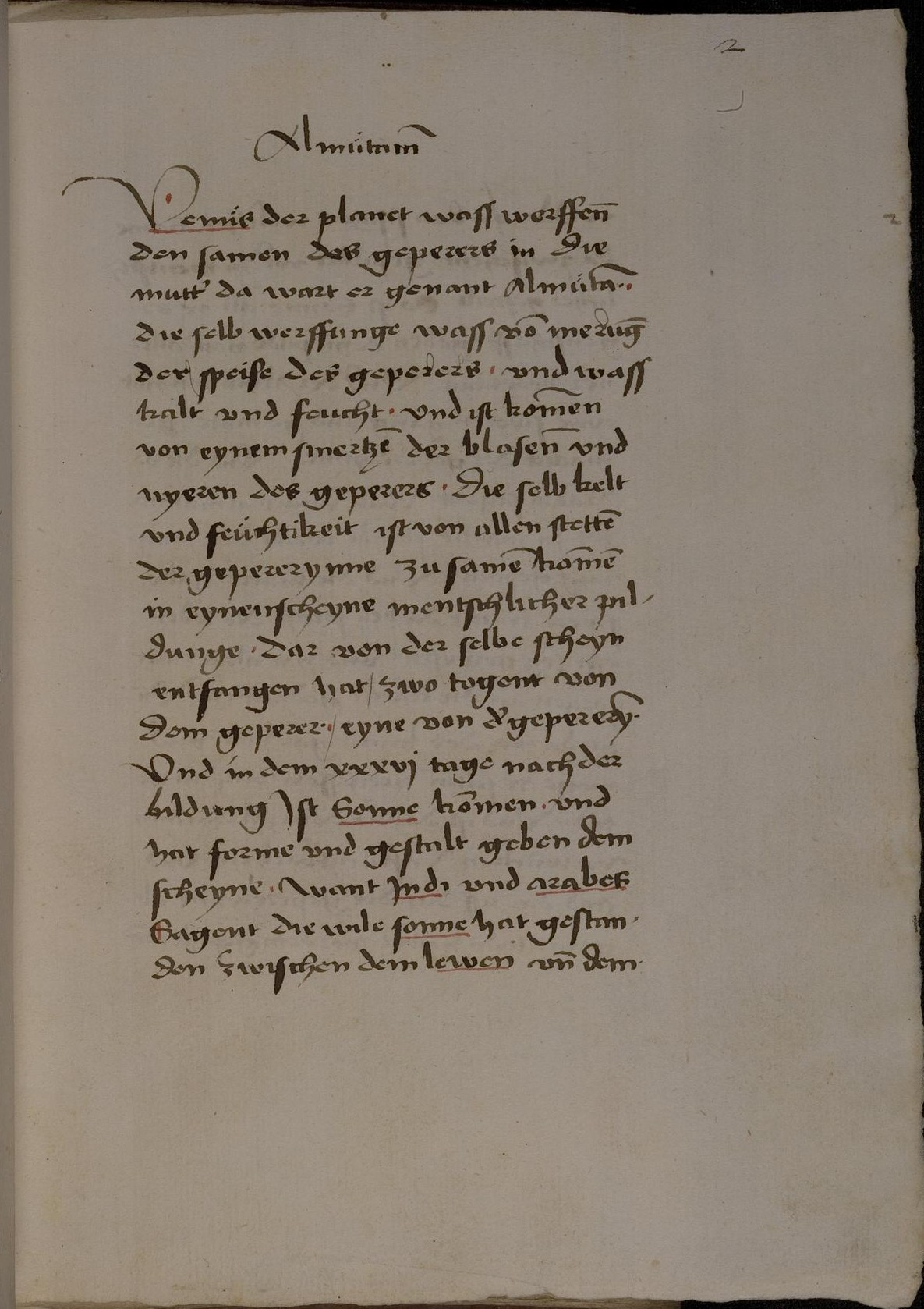
Cod. Pal. germ. 12, Blatt 2r

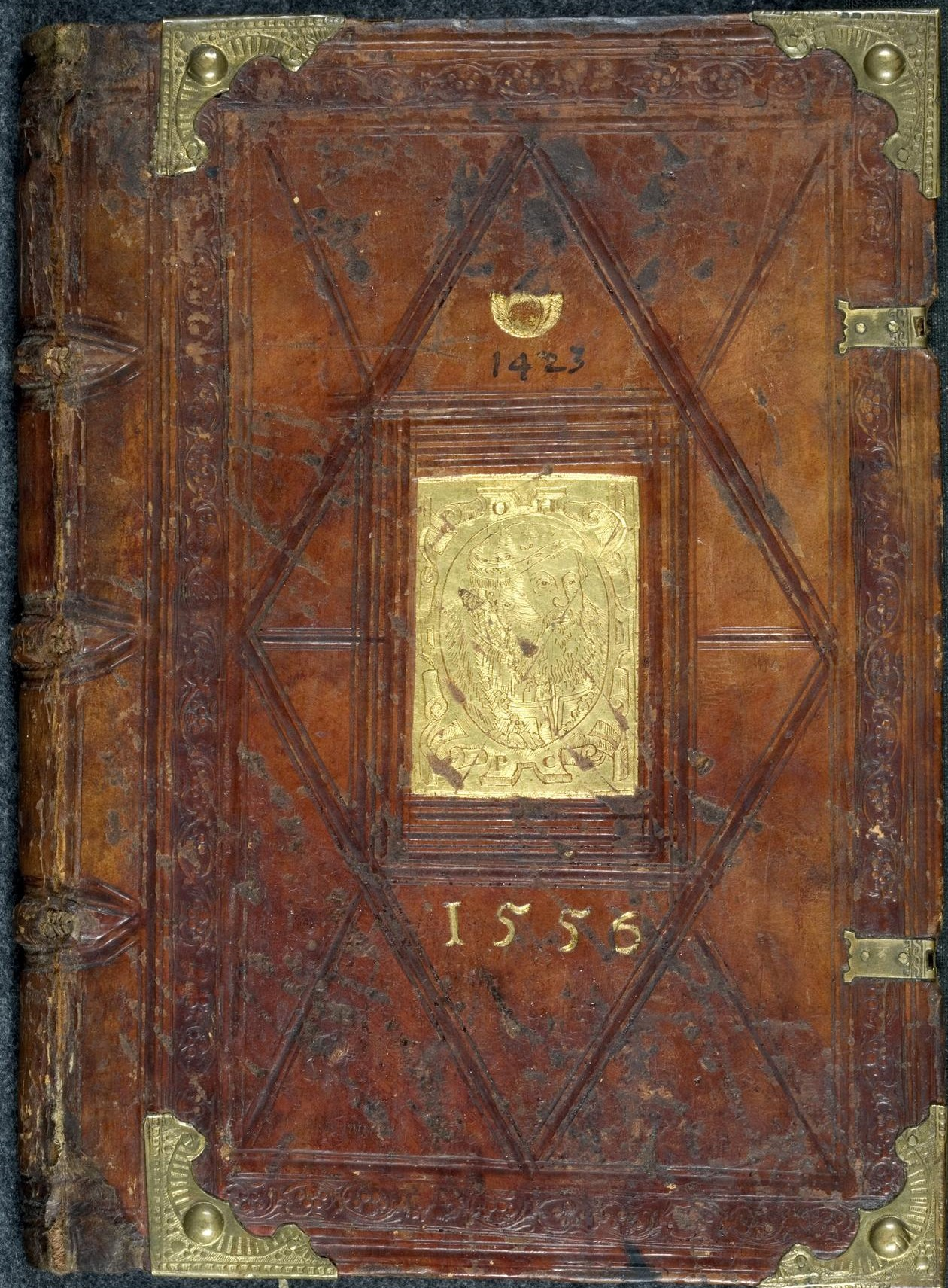
Cod. Pal. germ. 12, Ottheinrich-Einband, Vorderdeckel

Der Codex ist eine Papierhandschrift mit 112 Blättern. Die Foliierung des 17. Jahrhunderts zählt die 109 mit Text beschriebenen Seiten durch. Die Blattgröße des Codex beträgt 21,5 × 15,4 cm, dabei ist ein Schriftraum von 13 × 8–9 cm beschrieben mit 21 bis 22 Zeilen pro Seite.
Schriftform ist eine Bastarda von einer Hand; einige Randbemerkungen von einer zweiten Hand sind etwa zeitgleich zu datieren.

### Einband
Der Einband ist ein typischer Ottheinricheinband mit blindgedruckten Stempeln und Streicheisenlinien, Messingbeschlägen und Riemenschließen, angefertigt vermutlich von Petrus Betz. Auf dem Vorderdeckel findet sich eine vergoldete Platte mit dem Bildnis Ottheinrichs in einer Kartusche, in der oben das Namenskürzel O.H. (Ottheinrich) vermerkt ist und unten das Titelkürzel P.C. (Pfalzgraf, Churfürst). Oberhalb der Kartusche steht ein goldgeprägter Engelskopf, unterhalb die ebenfalls vergoldete Jahreszahl der Anfertigung des Einbands: 1556.
Die außerdem auf dem Vorderdeckel erkennbare Zahl 1423 ist keine Jahreszahl, sondern die alte römische Signatur.
Auf dem Hinterdeckel ist das Wappen der Pfalz, ebenfalls auf einer vergoldeten Platte, wiedergegeben, am unteren Rand das Kürzel des Wahlspuchs Ottheinrichs: M.D.Z. (Mit der Zeit). Abgelöste Teile des alten Buchrückens sind auf dem Hinterspiegel eingeklebt.
Der Einband wurde 1962 vom Buchbinder und -restaurator Hans Heiland restauriert.

## Herkunft
Die Handschrift ist in der älteren Schlossbibliothek bei der Katalogisierung 1556/59 aufgenommen; anschließend ist sie 1581 im Inventar der Heiliggeistbibliothek verzeichnet. Die Schreibsprache ist bairisch.
Wie die anderen Handschriften der kurfürstlich-pfälzischen Bibliotheken kam der Codex nach der Eroberung der Kurpfalz im Dreißigjährigen Krieg 1622 nach Rom in den Besitz der Vatikanischen Bibliothek und wurde mit den anderen deutschsprachigen Beständen der Palatina im Rahmen der Regelungen während des Wiener Kongresses erst 1816 nach Heidelberg zurückgeführt.

## Inhalte
Die Handschrift enthält ein Horoskop des Astrologen Johannes Lichtenberger für Herzog Ludwig IX. von Bayern-Landshut.